# Holdenite
La holdenite è un minerale.